# John Crichton-Stuart, III marchese di Bute
John Patrick Crichton-Stuart, III marchese di Bute (Mount Stuart, 12 settembre 1847 – Isola di Bute, 9 ottobre 1900), è stato un nobile britannico.

## Biografia
Nacque presso la residenza di famiglia, a Mount Stuart House, sull'isola di Bute in Scozia, figlio di John Crichton-Stuart, II marchese di Bute e di sua moglie Sophia Rawdon-Hastings, figlia di Francis Rawdon-Hastings, I marchese di Hastings.
Suo padre morì nel 1848. Studiò alla Harrow School e la Christ Church di Oxford.

## Interessi
Il marchese aveva una vasta gamma di interessi come la religione, il medioevo, l'occulto, l'architettura, i viaggi e la linguistica. Nel 1865, il marchese conobbe William Burges e i due intrapresero una collaborazione architettonica che portò alla creazione di due delle più belle creazioni del tardo-gotico vittoriano, il Castello di Cardiff e Castell Coch.
Nel 1897 commissionò e seguì in prima persona un'indagine della Society for Psychical Research sui fenomeni psichici accaduti nella tenuta di famiglia di Ballechin House.

## Matrimonio
Nel 1872 sposò lady Gwendolen Fitzalan-Howard, figlia di Edward Fitzalan-Howard, I barone Howard di Glossop. Ebbero quattro figli:
- Lady Margaret Crichton-Stuart (24 dicembre 1875 - 6 giugno 1964)
- John Crichton-Stuart, IV marchese di Bute (20 giugno 1881 - 16 maggio 1947)
- Lord Ninian Edward Crichton-Stuart (15 maggio 1883 - 2 ottobre 1915)
- Lord Edmund Colum Crichton-Stuart (3 aprile 1886 - 18 agosto 1957)

## Morte
Morì nel 1900, dopo una lunga malattia e fu sepolto in una piccola cappella sull'Isola di Bute. Il suo cuore è stato sepolto sul Monte degli Ulivi a Gerusalemme.

## Ascendenza
|                                                 |                               |                                                 | Genitori                                    |  |  | Nonni |  |  | Bisnonni                        |  |  | Trisnonni                      |  |
|                                                 |                               |                                                 |                                             |  |  |       |  |  | John Stuart, I marchese di Bute |  |  | John Stuart, III conte di Bute |  |
|                                                 |                               |                                                 |                                             |  |  |       |  |  | John Stuart, I marchese di Bute |  |  | John Stuart, III conte di Bute |  |
|                                                 |                               | Mary Wortley-Montagu, I baronessa Mount Stuart  |                                             |  |  |       |  |  | John Stuart, I marchese di Bute |  |  |                                |  |
| John Stuart, lord Mount Stuart                  |                               |                                                 |                                             |  |  |       |  |  | John Stuart, I marchese di Bute |  |  |                                |  |
|                                                 |                               | lady Charlotte Jane Windsor                     | Herbert Windsor, II visconte Windsor        |  |  |       |  |  |                                 |  |  |                                |  |
|                                                 |                               | lady Charlotte Jane Windsor                     | Herbert Windsor, II visconte Windsor        |  |  |       |  |  |                                 |  |  |                                |  |
|                                                 |                               | lady Charlotte Jane Windsor                     | Alice Clavering                             |  |  |       |  |  |                                 |  |  |                                |  |
| John Crichton-Stuart, II marchese di Bute       |                               | lady Charlotte Jane Windsor                     |                                             |  |  |       |  |  |                                 |  |  |                                |  |
|                                                 |                               | Patrick McDouall-Crichton, VI conte di Dumfries | John Macdowall                              |  |  |       |  |  |                                 |  |  |                                |  |
|                                                 |                               | Patrick McDouall-Crichton, VI conte di Dumfries | John Macdowall                              |  |  |       |  |  |                                 |  |  |                                |  |
|                                                 |                               | Patrick McDouall-Crichton, VI conte di Dumfries | lady Elizabeth Dalrymple                    |  |  |       |  |  |                                 |  |  |                                |  |
| lady Elizabeth Penelope Crichton                |                               | Patrick McDouall-Crichton, VI conte di Dumfries |                                             |  |  |       |  |  |                                 |  |  |                                |  |
|                                                 |                               | Margaret Crauford                               | Ronald Crauford                             |  |  |       |  |  |                                 |  |  |                                |  |
|                                                 |                               | Margaret Crauford                               | Ronald Crauford                             |  |  |       |  |  |                                 |  |  |                                |  |
|                                                 |                               | Margaret Crauford                               | Catherine Forbes                            |  |  |       |  |  |                                 |  |  |                                |  |
| John Crichton-Stuart, III marchese di Bute      |                               | Margaret Crauford                               |                                             |  |  |       |  |  |                                 |  |  |                                |  |
|                                                 | John Rawdon, I conte di Moira | sir John Rawdon, III baronetto                  |                                             |  |  |       |  |  |                                 |  |  |                                |  |
|                                                 | John Rawdon, I conte di Moira | sir John Rawdon, III baronetto                  |                                             |  |  |       |  |  |                                 |  |  |                                |  |
|                                                 | John Rawdon, I conte di Moira | Dorothy Levinge                                 |                                             |  |  |       |  |  |                                 |  |  |                                |  |
| Francis Rawdon-Hastings, I marchese di Hastings | John Rawdon, I conte di Moira |                                                 |                                             |  |  |       |  |  |                                 |  |  |                                |  |
|                                                 |                               | lady Elizabeth Hastings, XVI baronessa Botreaux | Theophilus Hastings, IX conte di Huntingdon |  |  |       |  |  |                                 |  |  |                                |  |
|                                                 |                               | lady Elizabeth Hastings, XVI baronessa Botreaux | Theophilus Hastings, IX conte di Huntingdon |  |  |       |  |  |                                 |  |  |                                |  |
|                                                 |                               | lady Elizabeth Hastings, XVI baronessa Botreaux | lady Selina Shirley                         |  |  |       |  |  |                                 |  |  |                                |  |
| lady Sophia Rawdon-Hastings                     |                               | lady Elizabeth Hastings, XVI baronessa Botreaux |                                             |  |  |       |  |  |                                 |  |  |                                |  |
|                                                 |                               | James Mure-Campbell, V conte di Loudoun         | sir James Campbell                          |  |  |       |  |  |                                 |  |  |                                |  |
|                                                 |                               | James Mure-Campbell, V conte di Loudoun         | sir James Campbell                          |  |  |       |  |  |                                 |  |  |                                |  |
|                                                 |                               | James Mure-Campbell, V conte di Loudoun         | lady Jane Boyle                             |  |  |       |  |  |                                 |  |  |                                |  |
| Flora Mure-Campbell, VI contessa di Loudoun     |                               | James Mure-Campbell, V conte di Loudoun         |                                             |  |  |       |  |  |                                 |  |  |                                |  |
|                                                 |                               | Flora MacLeod                                   | John MacLeod                                |  |  |       |  |  |                                 |  |  |                                |  |
|                                                 |                               | Flora MacLeod                                   | John MacLeod                                |  |  |       |  |  |                                 |  |  |                                |  |
|                                                 |                               | Flora MacLeod                                   | Jane MacQueen                               |  |  |       |  |  |                                 |  |  |                                |  |
|                                                 |                               | Flora MacLeod                                   |                                             |  |  |       |  |  |                                 |  |  |                                |  |